# Urban Decay
Urban Decay — американський косметичний бренд, зі штаб-квартирою в Ньюпорт-Біч, штат Каліфорнія; є дочірньою компанією французької косметичної компанії L'Oréal.

## Історія
Рожеві, червоні і бежеві тони домінували в палітрі краси до середини 1990-х років. У 1995 році Сенді Лернер, співзасновниця Cisco Systems і Патриція Холмс, перебували в особняку Лернер за межами Лондона, коли Холмс змішала малиновий і чорний, утворюючи новий колір. Пізніше вони вирішили сформувати косметичну компанію, яку назвали Urban Decay. Запущена у січні 1996 року, компанія запропонувала лінію з десяти помад та 12 лаків для нігтів. Їх кольорова палітра була натхнена міським ландшафтом та мала назви Smog (смог), Rust (іржа), Oil Slick (масляна пляма) та Acid Rain (кислотний дощ).
У 2000 році Moet-Hennessy Louis Vuitton (диверсифікована група розкішних товарів) придбала Urban Decay. У 2002 році Falic Group перекупили компанію В 2009 році Castanea Partners (приватна акціонерна фірма) придбала Urban Decay. 26 листопада 2012 року свою зацікавленність у компанії виявила L'Oréal і в 2012 році придбала косметичний бренд. L'Oréal виплатили передбачувану суму в розмірі 350 мільйонів доларів.

## Амбасадори
Недавніми амбасадорами серед знаменитостей були Рубі Роуз та Ніколь Річі. У червні 2019 року новими амбасадорами стали Езра Міллер, Ліззо, Джої Кінг, Karol G, CL. У 2020 році було оголошено ще 3 амбасадорів нової палітри Naked Ultraviolet palette — Normani, G.E.M та Каміла Мендес.
У січні 2021 р. південнокорейська група, Monsta X була оголошена як глобальні посли бренду; їхне амбсадорство розпочалося в лютому.

## Колекції
Naked Collection спочатку була випущена з Naked Palette, набором 12 повнорозмірних тіней для повік в нейтральних, матових і металевих земних тонах. В набір також входили синтетичні пензлики для тіней.
Колекція пізніше розширилася та включила інші палітри для повік, такі як Naked Basics, Naked 2, Naked2 Basics, Naked 3, Naked Smoky, Naked Ultimate Basics, Naked Heat, Naked Heat Petite, Naked Cherry, Naked Reloaded та Naked Honey. Суб-колекція оригінальних Naked collection, Naked Complexion, включає в себе інші продукти для шкіри, такі як основи, консилери, рум'яни, бронзери, хайлайтери та інструменти для макіяжу.
Urban Decay створює колекції в співпраці з відомими людьми, такими як Гвен Стефані. Співпраця зі Стефані є частиною більш широкої ініціативи з розширення прав і можливостей жінок — метою було зібрати 750 000 доларів США на організації, які приносили користь жінкам.
В 2018 році Urban Decay зробив колаборацію з б'юті-інфлюєнсером Крістен Ліан, яка виступає проти жорсткої косметики. Колекція включала два палітрі для повік, одні тіні, помади та палітру для обличчя.
Компанія також випустила дві палітри для повік, натхненні фільмами Disney Аліса в Задзеркаллі і Аліса у Дивокраї.

## Громадська діяльність
Urban Decay запустив глобальну ініціативу, The Ultraviolet Edge, спрямовану на розширення прав і можливостей жінок. Компанія пообіцяла пожертвувати 100 відсотків прибутку від продажу лімітованої серії  Eyeshadow Primer Potion до некомерційних організацій, які підтримують жінок з країн, що розвиваються.
Компанія зареєстрована як така, що не уникає тестування косметики на тваринах. Крім того, компанія також вимагає від постачальників, підтвердження, що їх продукція не була перевірена на тваринах.